# 케스피온
주식회사 케스피온 (KESPION Corporation)은 대한민국의 안테나 전문 전자회사다. 1998년에 설립하여 현재 LG전자와 삼성전자의 OEM방식으로 무선통신 안테나를 생산하고있다. 본사는 인천 남동공단에 있다. 

## 연혁
- 1998년:주식회사 EMW 법인설립, 정보통신부 (현. 미래창조과학부) 우수 신기술 지정, 중소기업청 벤처기업 지정
- 2000년:현대기아자동차그룹, 현대모비스 Q 마크 인증, 한국산업기술진흥협회 부설 안테나 연구소 설립
- 2001년:중소기업청 이노비즈 기업선정, 정보통신부 (현, 지식경제부) IT마크 획득, 한국생산성본부 ISO9001 품질인증 획득, 임피던스 변성기 제조방법 특허획득 (특허번호:0374752)
- 2002년:기술신용보증기금 우량기술 기업선정
- 2003년:500만불 수출의 탑 국무총리상 수상, 정보통신부 (현. 미래창조과학부) 주관 산학연 국책과제 수행업체 선정 (초광대역 무선 전송 및 시스템 운영기술체계), 경기중소기업수출지원센터 수출 유망 중소기업 지정
- 2004년:ISO14001/1996 환경인증 획득, ISO9001/2000 품질인증 획득, 다중안테나 제조방법 특허획득 (특허번호: 0415385)
- 2005년:재정경제부 (현. 산업통상자원부) 세계일류상품선정, 2000만불 수출의 탑수상, 코스닥 상장, 한국산업기술진흥협회 신기술인정표시 KT마크 획득 (4밴드방식 광대역 이동통신단말기용 내장 패치 안테나), ISO9001/TL9000 (H R3.0/R3.5) 인증 획득, 삼성전자 에코 파트너 획득, 기업은행 패밀리기업 지정
- 2006년:납세자의 날 재정경제부 (현. 산업통상자원부) 장관상 수상, 세계최초 환경친화 윈도 증착기술 개발 및 내장형 T-DMB 안테나 개발
- 2007년:정보통신기기 전자파 흡수율 지정시험기관 지정, 산업자원부 장관상 지역혁신활동상 수상, 주식회사 TO21 계열사 추가, EMW 홍콩법인 설립, 서울특별시장상 수상 (지역혁신 우수사례 발표)
- 2008년:대만 영업사무소 설립, 우수제조기술연구센터 (ATC) 선정, NET 신기술 인증, 중국 이왕통신해주유한공사 계열사 추가
- 2022년 EMW에서 현재 사명으로 변경

## 생산 제품
- 휴대전화용 안테나
- 휴대방송용 안테나
- LDS안테나
- 휴대PC용 안테나
- RFID시스템
- 자동차 오디오용 안테나
- RF모듈
- 윈도용 LCD모니터
- 블루투스/WLL안테나

## 계열사
- 주식회사 TO21
- EMW 홍콩
- 이왕통신해주유한공사 (중국)

## 같이 보기
- 블루투스

## 참고 문헌
- 케스피온, 작년 영업익 11억 '흑자전환', 아시아 경제, 2024년 2월 7일
- 케스피온, 베트남 스마트 디바이스 제조사 '우리테크비나' 인수, 한국경제, 2023년 12월 26일
- 케스피온 "주주 제기 '신주발행금지 가처분' 기각", 뉴스핌, 2023년 1월 6일